# Джон Стівенс Генслоу
Джон Сті́венс Ге́нслоу (англ. John Stevens Henslow, 6 лютого 1796 — 16 травня 1861) — англійський ботанік, професор ботаніки, колекціонер ботанічних екземплярів, геолог, професор мінералогії, академік, друг та наставник Чарльза Дарвіна, щедрий філантроп та видатний пастор.

## Біографія
Джон Стівенс Генслоу народився у місті Рочестер 6 лютого 1796 року.
Генслоу був старшим з одинадцяти дітей. Його батько заохочував розвиток в ньому прагнення до природознавства та у дуже ранньому віці він став пристрасним колекціонером ботанічних примірників.
У 1814 році Генслоу вступив до Коледжу Святого Джона у Кембриджі. 1818 року він отримав диплом, а потім відновив свій інтерес до природознавства та провів геологічні експедиції на Острів Уайт та Острів Мен. З 1822 до 1827 року Джон Стівенс Генслоу був професором мінералогії.
У 1825 році Генслоу став вікарієм. У тому ж році йому запропонували посаду королівського професора ботаніки. Цю посаду він займав до кінця життя. Його природний ентузіазм зробив ботаніку одним з найпопулярніших предметів в університеті. Він заохочував власні спостереження своїх студентів, давав їм рослини та просив, щоб вони досліджували їх та робили записи особливостей структур, які вони знайшли. Він також брав студентів на екскурсії та запрошував їх до себе додому, де дискусії на різні наукові теми були більш неофіційними.
Під час свого перебування в Кембриджі Генслоу розширив Ботанічний сад та реконструював 40-акрове місце між Бейтман-Стріт та Бруклендс-Авеню, зробивши його всесвітньо відомим.
Джон Стівенс Генслоу був другом та наставником свого учня Чарльза Дарвіна та розвинув в ньому інтерес до природознавства. Вони познайомилися у 1828 році. Його відомий учень Чарльз Дарвін був його другом, попри можливий атеїзм Дарвіна та християнську віру Генслоу. Дарвін і Генслоу писали один одному настільки часто, наскільки дозволяла поштова система. Як головний одержувач масивної колекції наукових зразків Дарвіна, Генслоу передав їх відповідним експертам для аналізу. Він також опублікував уривки листів Дарвіна у наукових журналах. У 1836 у Генслоу допоміг Чарльзу Дарвіну отримати фінансування для публікації його книг по зоології.
Джон Стівенс Генслоу помер 16 травня 1861 року. Можливо також, що він помер 18 травня 1861 року. Чарльз Дарвін сказав про нього: «Я повністю впевнений, що краща людина ніколи не ходила по цій землі».

## Наукова діяльність
Джон Стівенс Генслоу спеціалізувався на насіннєвих рослинах.

## Окремі публікації
- A Catalogue of British Plants. 1829; 1835.
- Principles of Descriptive and Physiological Botany. 1835.
- Flora of Suffolk. 1866.
- A Dictionary of Botanical Terms. 1856.
- The Teaching of Science in Cambridge. 1846.
- The Principles of Descriptive and Physiological Botany. 1835.
- A Syllabus of a Course of Lectures on Mineralogy. 1823.